# John Wemyss, 1:e earl av Wemyss
John Wemyss, 1:e earl av Wemyss, född 1586, död den 22 november 1649, var en skotsk ädling. Han var farmors far till David Wemyss, 4:e earl av Wemyss. 
Wemyss tillhörde en skotsk adelssläkt från grevskapet Fife, där medlemmar av släkten varit jordägare sedan 1200-talet. Han blev 1633 skotsk earl av Wemyss och tog framskjuten del i skotska parlamentets konflikt med Karl I.